# Wietnam na Mistrzostwach Świata w Lekkoatletyce 2011
Wietnam na Mistrzostwach Świata w Lekkoatletyce 2011 reprezentowany był przez tylko jedną zawodniczkę.

## Występy reprezentantów Wietnamu

### Kobiety

#### Konkurencje biegowe
| Konkurencja | Zawodniczka       | Runda 1  | Runda 1 | Runda 2  | Runda 2 | Półfinał | Półfinał | Finał    | Finał   |
| Konkurencja | Zawodniczka       | Rezultat | Pozycja | Rezultat | Pozycja | Rezultat | Pozycja  | Rezultat | Pozycja |
| ----------- | ----------------- | -------- | ------- | -------- | ------- | -------- | -------- | -------- | ------- |
| Bieg 800 m  | Trương Thanh Hằng |          |         | 2:03.52  | 29      |          |          |          |         |